# Porodní tábor v Dětřichově u Moravské Třebové
Porodní tábor v Dětřichově u Moravské Třebové, nacházející se asi jeden kilometr jihovýchodně od centra obce, bylo zařízení určené pro nuceně nasazené těhotné ženy a malé děti. Nacházel se v budovách původně zamýšlených jako ubytovna pro dělníky při stavbě exteritoriální dálnice Vídeň–Vratislav. Budovy byly postaveny již na konci roku 1939, ale z důvodu předčasného ukončení plánu na výstavbu dálnice nebyly využita ke svému původně zamýšlenému účelu. Areál tábora se skládal ze čtyř dřevěných jednopatrových ubikací, jedné zděné budovy, kde se nacházela jídelna, kuchyň a porodní sál. Areál byl po obvodu obehnán dřevěným plotem.
Do širšího povědomí se tábor dostal v květnu roku 1972, když byl otisknut v časopise Vlasta článek na základě rozhovoru s Marií Chomszákovou pod názvem Svědectví Dětřichovského lesa.
V současnosti je místo, kde se tábor nacházel, hustě zarostlé lesem. Dochovalo se pouze několik zbytků budov. Tábor připomíná pamětní žulová deska na okraji lesa, která byla umístěna 1985. Na druhé straně cesty se nachází původní lesní hřbitov, na jehož místě je dnes památník obětem fašismu, který byl zbudován v roce 1955, s několika anonymními hroby. Každý rok se 7. května v podvečer scházejí lidé z obce a okolí u dětřichovského památníku k uctění památky obětí druhé světové války a 8. května na tomto místě koná běžecký závod Dětřichovský memoriál.

## Historie
Tábor byl postaven na konci roku 1939, jako ubytovna pro dělníky, ale z důvodu předčasného ukončení výstavby dálnice Vídeň–Vratislav byl mezi lety 1939 a 1942 prázdný. V srpnu 1942 byli do tábora na dva měsíce umístěni muži a ženy z Polska, Ukrajiny a Ruska na nucené práce v okolí Dětřichova. V srpnu roku 1943 zde bylo internováno 50 těhotných dělnic a 25 kojenců sem bylo přesunuto z blízkého zařízení stejného typu u Rozstání, objekt byl tedy skoro rok prázdný. Důvod, proč byly děti přesunuty z porodního tábora Rozstání a důvod jeho následného zrušení na konci roku 1943 není jasný.
V říjnu roku 1944 bylo v Dětřichově 26 dětí a 59 žen, z nichž 33 žen bylo těhotných. Nejpozději od roku 1944 sloužil tábor Dětřichov jako místo pro dospělé nemocné, nebo staré dělníky určené k návratu do jejich vlasti. Vzhledem k zrušení všech zpětných transportů v roce 1943, byli donuceni tito lidé zůstat v táboře. Osvobození Rudou armádou se tábor dočkal 9. května 1945. V té době žilo v táboře asi 30 dětí. Po osvobození si část matek své děti z tábora odvezla. Část matek se však ke svým dětem nepřihlásila. Ty byly navráceny do své vlasti členy ošetřovatelského personálu.

## Úmrtí
Děti v táboře podle výpovědí umíraly nejčastěji na podvýživu, ale často také na střevní onemocnění. Vzhledem k tomu, že se z doby války nezachoval téměř žádný dokument o stavu tábora, je velmi obtížné určit přesný počet úmrtí. Nejstarší písemné a fotografické důkazy pocházejí z roku 1945 od místního národního výboru. Areál tábora byl fotograficky zdokumentován a v budově správy byly v kamnech nalezeny zbytky kartotéky. Kartotéka však nebyla vzata jako důkazní materiál. 
Místní farář, Jan Dočkal, nepravidelně na žádost matek prováděl křty dětí, které pak zaznamenával do seznamu. Ten však nezahrnuje všechny děti, ale pouze ty, které byly pokřtěny. Navíc se počet rozchází se svědeckými výpověďmi. Podle porodní asistentky Naděždy Brjancevové byl počet narozených dětí za existenci tábora 2000. Toto číslo se shoduje s odhadem jejího manžela MUDr. Brjanceva, který dále odhadoval, že úmrtnost dětí v táboře byla z počátku 80% a později klesla na 40% až 50%. Marie Chomiszáková odhadovala, že denně zemřelo 6 až 8 dětí, tedy celkově o 1000 až 1200 mrtvých. Franz Hickl, starosta Moravské Třebové v průběhu války, na výslechu v roce 1945 uvedl, že podepsal 150 úmrtních listů z tábora Dětřichov. Podle jeho názoru byl však počet obětí vyšší, neboť mu nebyly předávány k podpisu úmrtní listy po celou dobu.
| Narozené a zemřelé děti podle seznamu Jana Dočkala | Narozené a zemřelé děti podle seznamu Jana Dočkala | Narozené a zemřelé děti podle seznamu Jana Dočkala |
|                                                    | narození                                           | úmrtí                                              |
| -------------------------------------------------- | -------------------------------------------------- | -------------------------------------------------- |
| 3. čtvrtletí 1943                                  | 31                                                 | 7                                                  |
| 4. čtvrtletí 1943                                  | 78                                                 | 26                                                 |
| 1. čtvrtletí 1944                                  | 73                                                 | 24                                                 |
| 2. čtvrtletí 1944                                  | 24                                                 | 5                                                  |
| 3. čtvrtletí 1944                                  | 5                                                  | 5                                                  |
| 4. čtvrtletí 1944                                  | 20                                                 | 0                                                  |
| 1. čtvrtletí 1945                                  | 8                                                  | 1                                                  |
| 2. čtvrtletí 1945                                  | 4                                                  | 0                                                  |
| celkem                                             | 243                                                | 68                                                 |

## Fotogalerie

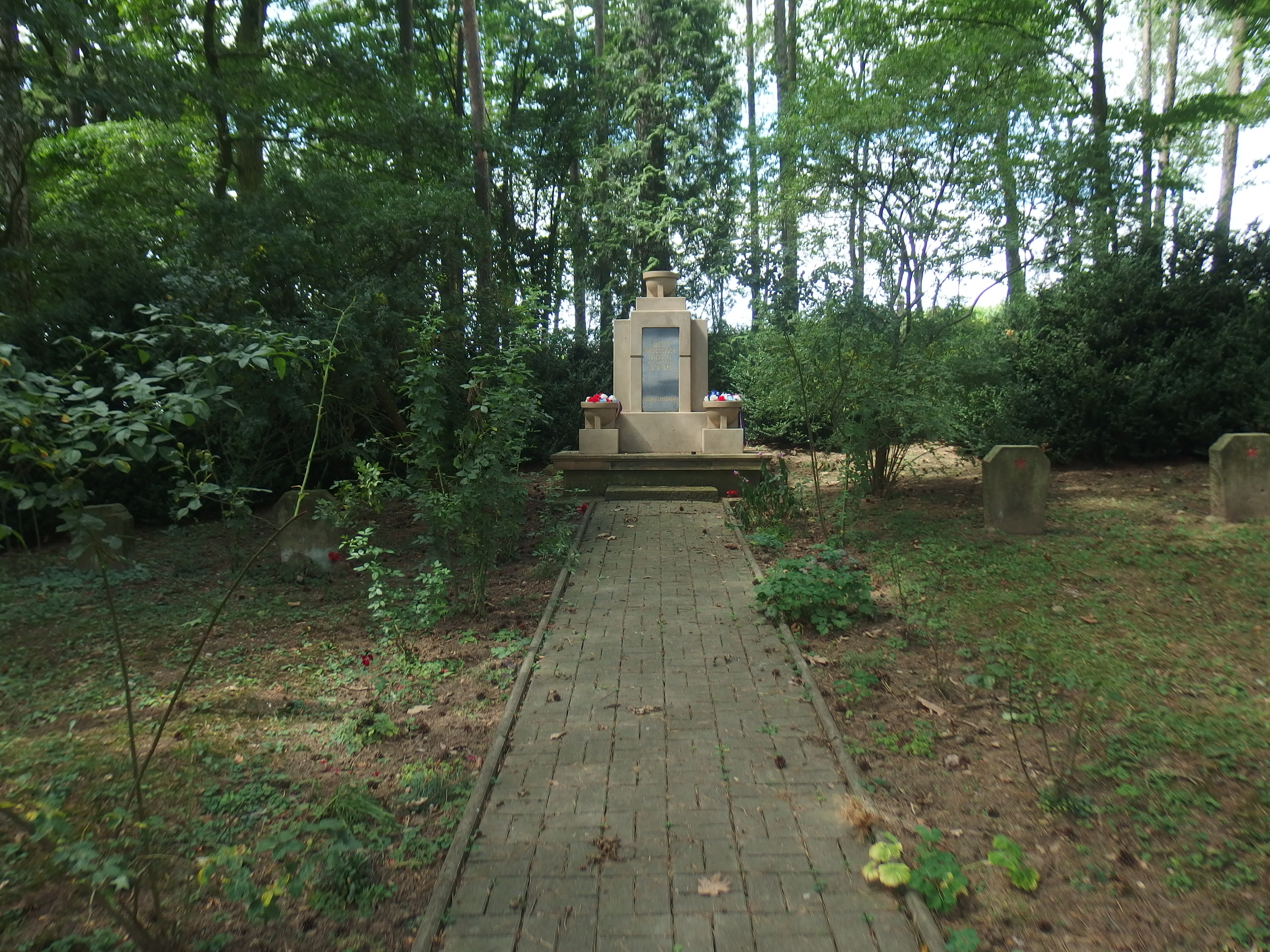
Lesní hřbitov
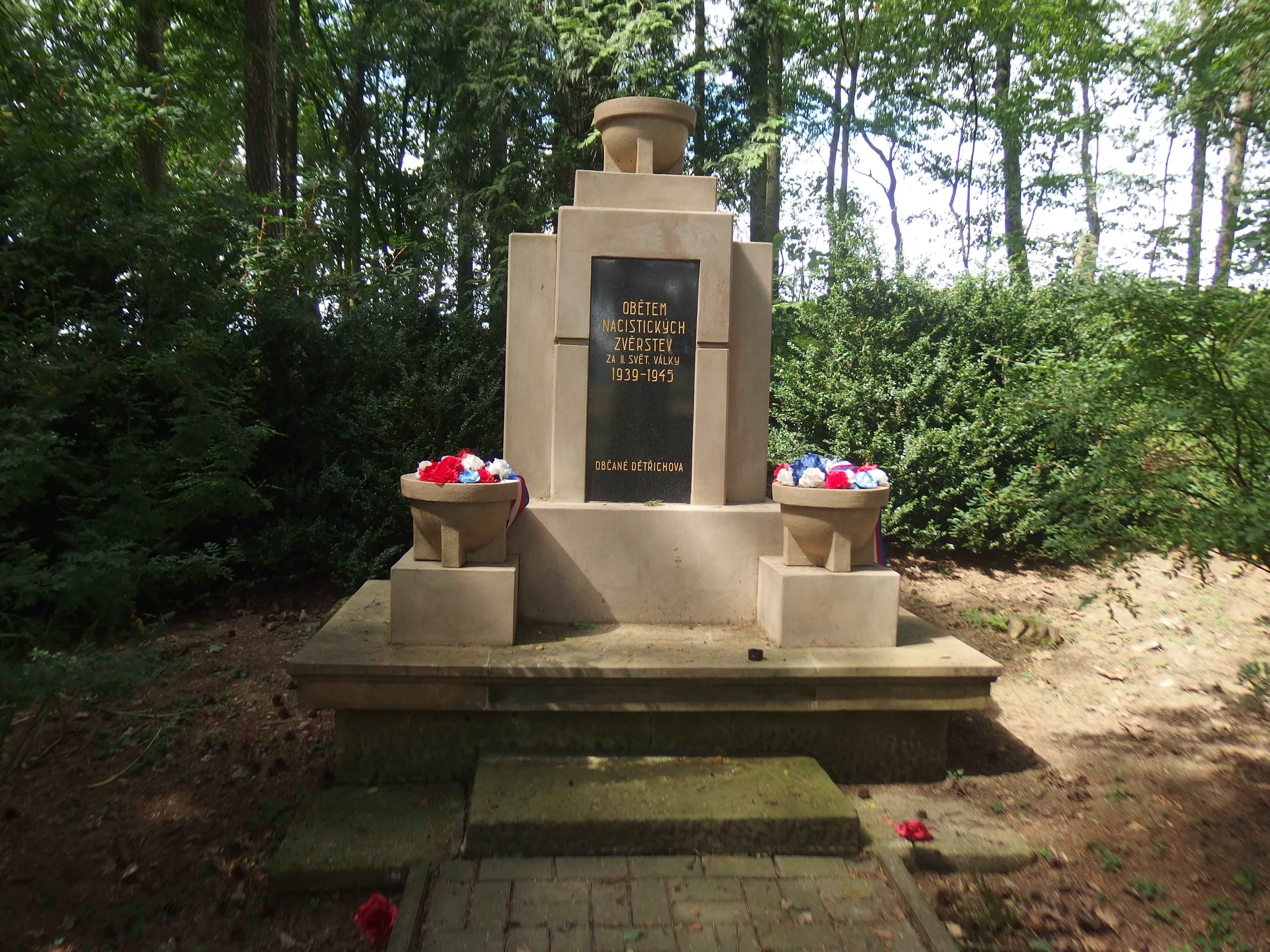
Pomník obětem nacistických zvěrstev
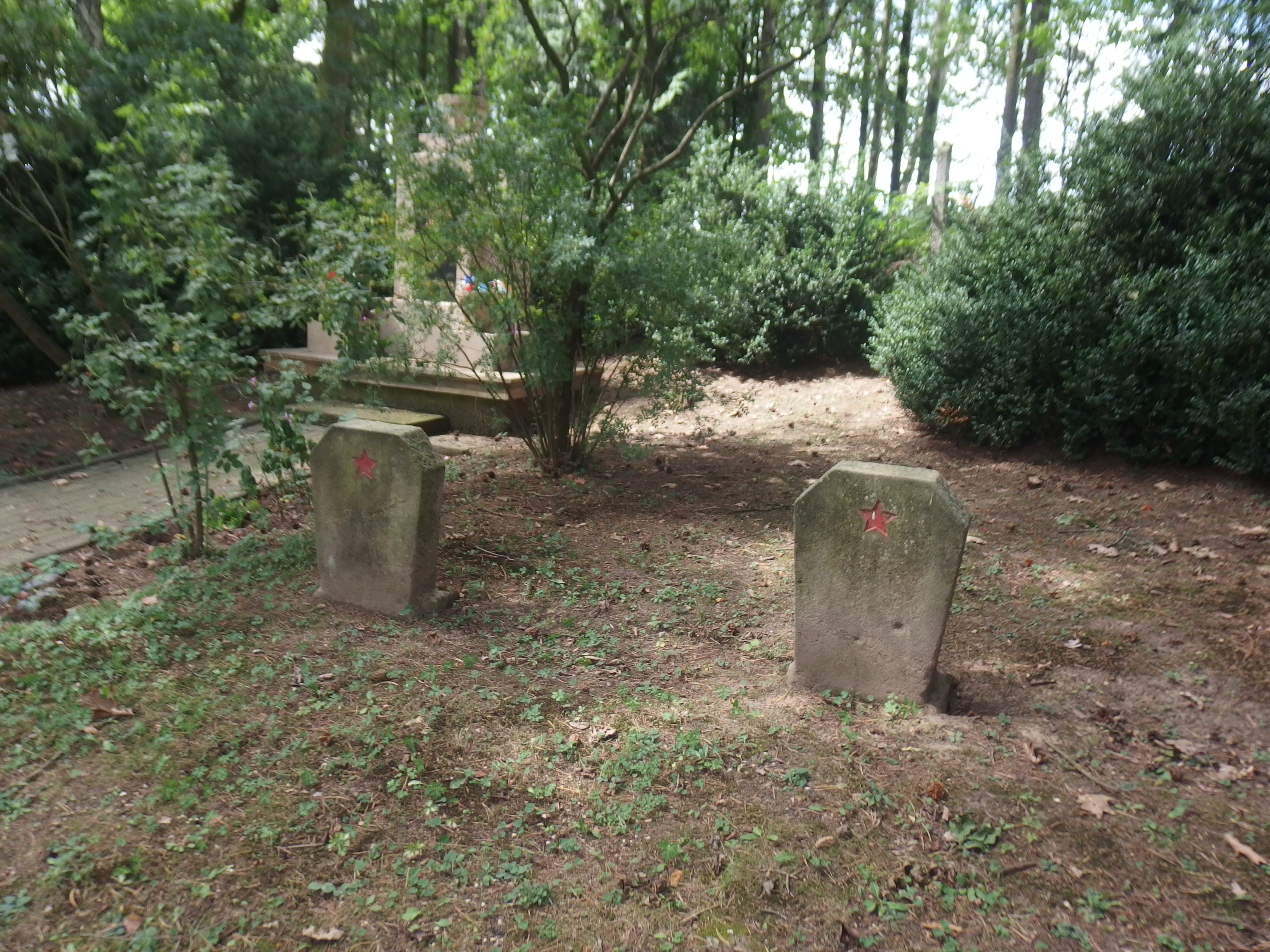
Anonymní hroby